# Бондур, Валерий Григорьевич
Вале́рий Григо́рьевич Бо́ндур (род. 28 октября 1947, Полтава) — советский и российский учёный в области аэрокосмических исследований Земли.
Вице-президент Российской академии наук (2017-2022), академик Российской академии наук (2003), член-корреспондент РАН (2000), иностранный член Китайской академии наук (2017). Доктор технических наук (1990), профессор (1993).

## Биографические сведения
Родился 28 октября 1947 года в Полтаве (СССР).

### Образование
- В 1972 году окончил Московский энергетический институт.
- В 1980 году защитил диссертацию на соискание ученой степени кандидата технических наук.
- В 1990 году защитил диссертацию на соискание ученой степени доктора технических наук.
- С 1993 года — профессор.
- С 26 мая 2000 года — член-корреспондент Российской академии наук (РАН), Отделение океанологии, физики атмосферы и географии РАН.
- С 22 мая 2003 года — академик Российской академии наук (по Отделению наук о Земле РАН).
- С 2017 года — иностранный член Китайской академии наук.

### Деятельность
С 1974 по 1999 год прошел путь от старшего инженера до заместителя директора по науке — главного конструктора ЦНИИ «Комета».
В 1999—2003 годах — руководитель Центра экологического мониторинга и информационных технологий ЦНИИ «Комета».
С 2004 года основатель и с 2004 по 2018 г. директор, а с 2018 г. по настоящее время — научный руководитель Научно-исследовательского института аэрокосмического мониторинга «АЭРОКОСМОС» Министерства науки и высшего образования Российской Федерации под научно-методическим руководством Российской академии наук.
С 2013 по 2017 год — член Президиума РАН, руководитель секции океанологии, физики атмосферы и географии Отделения наук о Земле (ОНЗ) РАН, заместитель академика-секретаря ОНЗ РАН
С 2017 по 2022 гг.— вице-президент Российской академии наук.

#### Научная деятельность
Бондур В. Г. — выдающийся учёный в области аэрокосмических исследований Земли. Основные направления и результаты его научной деятельности связаны с разработкой физических основ дистанционного зондирования и общесистемных принципов построения сложных аэрокосмических систем для исследования океана, атмосферы, геологической среды, земной поверхности и околоземного космического пространства в интересах наук о Земле, а также для мониторинга окружающей среды, предупреждения опасных природных и техногенных процессов, рационального природопользования и решения широкого спектра задач в интересах различных отраслей экономики.
Он внес определяющий вклад в решение ряда проблем дистанционного зондирования и формирование новых научных направлений в области аэрокосмических исследований Земли, в том числе:
- дистанционная диагностика глубинных процессов и явлений в морях и океанах по их проявлениям на поверхности и в приповерхностном слое;
- аэрокосмический мониторинг антропогенных воздействий на водные и наземные экосистемы;
- космический мониторинг аномальных процессов и явлений в океане, атмосфере и на суше, в том числе в Арктическом регионе;
- дистанционный мониторинг сейсмоопасных и вулканоопасных территорий;
- обработка больших потоков аэрокосмической информации;
- создание моделей полей электромагнитного излучения на входе аэрокосмической аппаратуры;
- моделирование различных процессов, происходящих в океане, атмосфере, геологической среде и др.

На основании результатов уникальных комплексов теоретических и экспериментальных исследований им получены новые знания, позволяющие выявить ряд неизвестных ранее явлений и установить новые закономерности в таких областях, как:
- взаимодействие глубинных гидрофизических полей с поверхностным волнением и приповерхностным слоем океана (различные виды деформаций пространственных спектров волнения; генерация одномодовых и многомодовых «квазикогерентных» спектральных гармоник; биполярные импульсные вспышки течений — «вихревых столбов», обусловленных конвекцией при подъёме опресненных вод; ячеистые структуры с переменной мутностью и прозрачностью и др.);
- формирование полей электромагнитного излучения для различных объектов природной среды и техносферы;
- взаимодействие лазерного излучения и потоков частиц с веществами;
- прохождение многочастотных радиосигналов через ионосферу Земли;
- изменчивость различных геофизических полей, регистрируемых из космоса в период подготовки и протекания землетрясений (геодинамических, термических, электронной концентрации ионосферы и др.);
- причины интенсивных биогенных загрязнений морских акваторий;
- пространственно-временная изменчивость ледового покрова в Арктике и др.
Академиком Бондуром В.Г. разработаны новые методы аэрокосмического зондирования (дистанционная пространственно-частотная спектрометрия, многочастотная радиоволнография, лазерная флуориметрия, аэрокосмические методы определения рельефа дна по эффектам на поверхности, методы дистанционной диагностики краткосрочных предвестников сильных землетрясений, методы непрерывного космического мониторинга атмосферы и ионосферы Земли и др.).
Им разработаны новые и развиты существующие методы обработки больших протоков многоспектральных, гиперспектральных оптических а также радиолокационных данных дистанционного зондирования, в том числе с использованием технологий машинного обучения и искусственного интеллекта.
Академиком Бондуром сформированы научные основы и обоснованы концепции многоуровневого комплексного мониторинга окружающей среды и источников антропогенных воздействий на неё, природных ресурсов, чрезвычайных ситуаций и объектов техносферы, которые реализованы под его научным руководством при выполнении отечественных и международных проектов, связанных с аэрокосмическим мониторингом:
- акваторий морей и океанов;
- загрязнений воздушной среды;
- зон тропического циклогенеза;
- сейсмоопасных и вулканоопасных территорий;
- нефтегазоносных территорий и объектов нефтегазового комплекса;
- растительных ресурсов наземных экосистем и др.
Академик Бондур — основатель, директор, а в настоящее время - научный руководитель  Научно-исследовательского института аэрокосмического мониторинга «Аэрокосмос» Министерства науки и высшего образования Российской Федерации под научно методическим руководством РАН, который признан лидером в области аэрокосмических исследований Земли, разработки и развития инновационных методов и технологий аэрокосмического мониторинга в интересах фундаментальной науки, рационального природопользования, предупреждения чрезвычайных ситуаций, обеспечения безопасности.
Академик Бондур В. Г. имеет около 800 научных трудов и патентов на изобретения.

#### Научно-общественная и педагогическая деятельность
Академик Бондур В. Г. совмещает научную деятельность с научно-общественной работой. Он является:
- главным редактором журнала Президиума РАН «Исследование Земли из космоса»;
- заместителем главного редактора журнала «Вестник Отделения наук о Земле РАН»;
- членом редакционных советов журналов «Океанология»;  «Известия РАН. Физика атмосферы и океана», «Фундаментальная и прикладная геофизика», «Арктика: экология и экономика»;
- членом редакционных коллегий журналов «Морской гидрофизический журнал», «Известия высших учебных заведений. Геодезия и аэрофотосъемка», «Телекоммуникации», «Экологическая безопасность прибрежной и шельфовой зон моря», «Aerospace Research in Bulgaria»,
Бондур В.Г. ведет активную научно-организационную работу, являясь:
- председателем Научного совета РАН по комплексной проблеме «Гидрофизика»;
- сопредседателем Научного совета РАН по проблемам климата Земли;
- членом Бюро Совета РАН по космосу; заместителем председателя секции «Наблюдения и исследования Земли из космоса» Совета РАН по космосу;
- членом Бюро Научного совета РАН по изучению Арктики и Антарктики;
- членом Бюро Научного совета РАН «Окружающая среда и транспорт»;
- членом Научно-экспертного совета Государственной комиссии по вопросам развития Арктики;
- членом Межведомственного совета по присуждению Премий Правительства Российской Федерации в области науки и техники;
- членом Российского Пагуошского комитета;
- членом Бюро Национального геофизического комитета;  
- членом Научно-технического совета МЧС России;
- членом многих специализированных ученых советов.
Бондур В.Г. создал самую молодую ведущую научную школу страны в области аэрокосмических исследований Земли (средний возраст 36,5 лет). Проводит большую работу по подготовке специалистов и научных кадров высшей квалификации в области аэрокосмических исследований Земли. Подготовил 9 докторов и 24 кандидата наук.
Под его руководством защищено более ста двадцати дипломных работ. Он являлся одним из основателей Факультета прикладной космонавтики Московского государственного университета геодезии и картографии (МИИГАиК), основателем кафедр космического мониторинга в Российском государственном университете нефти и газа им. И.М. Губкина и МИИГАиК. Он является председателем Государственной экзаменационной комиссии по защитам дипломных работ в РГУ нефти и газа им. И.М. Губкина.

## Награды и премии
- Орден Александра Невского (5 февраля 2024 года) — за большой вклад в развитие отечественной науки, многолетнюю плодотворную деятельность и в связи с 300-летием со дня основания Российской академии наук[1].
- Орден Почёта (21 августа 2018 года) — за достигнутые трудовые успехи, активную общественную деятельность и многолетнюю добросовестную работу[2].
- Медаль ордена «За заслуги перед Отечеством» II степени (18 апреля 1999 года).
- Медаль «За заслуги в освоении космоса» (25 марта 2013 года) — за большой вклад в развитие ракетно-космической промышленности и многолетний добросовестный труд[3].
- Премия Правительства Российской Федерации (2003)
- Премия Правительства Российской Федерации в области науки и техники (2011).
- Премия имени С.О. Макарова РАН. Награжден в 2014 году за серию научных работ «Новые методы и результаты аэрокосмических исследований океана».
- Нагрудный знак «С. П. Королёв» Федерального космического агентства.

Ведомственные награды:
- Юбилейная медаль «75 лет атомной отрасли», 2020 г.
- Медаль «За достижения в области развития инновационных технологий», 2019 г.
- Юбилейная медаль «300 лет Российской академии наук», 2024 г.
- Юбилейная медаль «300 лет Российскому флоту».
- Медаль «За верность долгу и отечеству».
- Медаль «За отличие в борьбе с терроризмом», 2022 г.
- Медаль «За укрепление государственной системы защиты информации» 1 степени, 2017 г.
- Медаль «За укрепление государственной системы защиты информации» 2 степени, 2004 г.
- Медаль Петра Губонина, 2024 г.
- Медаль «За верность авиации».
- Медаль «В память 850-летия Москвы».

Ведомственные знаки отличия:
- Знак «К.Э.Циолковский», 2021;
- Нагрудный знак «С.П.Королев», 2017;
- Знак отличия «За укрепление системы экспортного контроля», 2012 г.
- Знак «Криптографическая служба», 2022 г.
- Благодарность Министерства образования и науки Российской Федерации, 2017 г.
- Благодарность Министерства Российской Федерации по делам гражданской обороны, чрезвычайным ситуациям и ликвидации последствий стихийных бедствий, 2023 г.

## Труды
Автор и соавтор около 800 научных работ, около 40 авторских свидетельств/патентов на изобретения, а также более 30 других РИД. 
Монографии
- Бондур В. Г., Крапивин В. Ф., Савиных В. П. Мониторинг и прогнозирование природных катастроф. М.: Научный мир, 2009. 692 с., 22 цв. ил.
- Аэрокосмический мониторинг объектов нефтегазового комплекса // Под ред. В. Г. Бондура. М.: Научный мир, 2012. 558 с. + 52 цв. вкл.

Статьи
- Бондур В. Г. Оперативная дистанционная оценка состояния границы раздела атмосфера-океан по пространственным спектрам изображений // Оптико-метеорологические исследования земной атмосферы. Новосибирск: Наука, 1987. С. 217—229.
- Бондур В. Г. Принципы построения космической системы мониторинга Земли в экологических и природно-ресурсных целях // Известия ВУЗов. Геодезия и аэрофотосъемка. 1995. № 2. С. 14-38.
- Савин А. И., Бондур В. Г. Научные основы создания и диверсификации глобальных аэрокосмических систем // Оптика атмосферы и океана. 2000. Т. 13. № 1. С. 46-62.
- Бондур В. Г. Методы моделирования полей излучения на входе аэрокосмических систем дистанционного зондирования // Исследование Земли из космоса. 2000. № 5. С. 16-27.
- Бондур В. Г. Моделирование двумерных случайных полей яркости на входе аэрокосмической аппаратуры методом фазового спектра // Исследование Земли из космоса. 2000. № 5. С. 28-44.
- Бондур В. Г., Зубков Е. В. Лидарные методы дистанционного зондирования загрязнений верхнего слоя океана // Оптика атмосферы и океана. 2001. Т. 14. № 2. С. 142—155.
- Бондур В. Г., Гребенюк Ю. В. Дистанционная индикация антропогенных воздействий на морскую среду, вызванных заглубленными стоками: моделирование, эксперименты // Исследование Земли из космоса. 2001. № 6. С. 49-67.
- Бондур В. Г. Аэрокосмические методы в современной океанологии // Новые идеи в океанологии. М.: Наука. Т. 1: Физика. Химия. Биология / 2004. С. 55-117.
- Бондур В. Г., Зверев А. Т. Метод прогнозирования землетрясений на основе линеаментного анализа космических изображений // Доклады Академии наук, 2005, т. 402, № 1, с. 98-105
- Бондур В. Г., Гарагаш И. А., Гохберг М. Б., Лапшин В. М., Нечаев Ю. В., Стеблов Г. М., Шалимов С. Л. Геомеханические модели и ионосферные вариации для крупнейших землетрясений при слабом воздействии градиентов атмосферного давления // Доклады Академии наук, 2007, т. 414, № 4, с. 540—543.
- Бондур В. Г., Зверев А. Т. Механизмы формирования линеаментов, регистрируемых на космических изображениях при мониторинге сейсмоопасных территорий // Исследование Земли из космоса, 2007, № 1, с. 47-56.
- Бондур В. Г., Гребенюк Ю. В., Морозов Е. Г. Регистрация из космоса и моделирование коротких внутренних волн в прибрежных зонах океана //Доклады Академии наук, 2008, т. 418, № 4, с. 543—548.
- Бондур В. Г., Пулинец С. А., Ким Г. А. О роли вариаций галактических космических лучей в тропическом циклогенезе на примере урагана Катрина // Доклады Академии наук, 2008, т. 422, № 2, с. 244—249.
- Бондур В. Г., Ибраев Р. А., Гребенюк Ю. В., Саркисян Г. А. Моделирование полей течений в открытых акваториях океана на примере района Гавайских островов // Известия РАН. Физика атмосферы и океана, 2008, т. 44, № 2, с. 239—250.
- Бондур В. Г., Замшина А. Ш. Исследование высокочастотных внутренних волн на границе шельфа по спектрам космических оптических изображений. //Известия ВУЗов. Геодезия и аэрофотосъемка, № 1, 2008, с. 85-96.
- Бондур В. Г., Чимитдоржиев Т. Н. Анализ текстуры радиолокационных изображений растительности // Известия ВУЗов «Геодезия и аэрофотосъемка», 2008, № 5, с. 9-14.
- Бондур В. Г., Чимитдоржиев Т. Н. Дистанционное зондирование растительности оптико-микроволновыми методами // Известия ВУЗов. Геодезия и аэрофотосъемка, 2008, № 6, с. 64-73.
- Бондур В. Г., Пулинец С. А., Узунов Д. Воздействие крупномасштабных атмосферных вихревых процессов на ионосферу на примере урагана Катрина// Исследование Земли из космоса, 2008, № 6, с.3-11.
- Бондур В. Г., Гребенюк Ю. В., Сабинин К. Д. Специфические неоднородности мелкомасштабных течений на шельфе в области влияния придонной конвекции // Доклады Академии наук, 2009, т. 429, № 1, с. 110—114.
- Бондур В. Г., Гребенюк Ю. В., Сабинин К. Д. Спектральные характеристики и кинематика короткопериодных внутренних волн на Гавайском шельфе// Известия РАН. Физики атмосферы и океана, 2009, Т. 45, № 5, С. 641—651.
- Бондур В. Г., Гребенюк Ю. В., Ежова Е. В., Казаков В. И., Сергеев Д. А., Соустова И.А, Троицкая Ю. И. Поверхностные проявления внутренних волн, излучаемых заглубленной плавучей струей. Часть 1. Механизм генерации внутренних волн // Известия РАН. Физика атмосферы и океана, 2009, Т. 45, № 6, с. 833—845.
- Бондур В. Г., Гребенюк Ю. В., Сабинин К. Д. Особенности генерации приливных внутренних волн у о. Оаху (Гавайи) // Океанология, 2009, т. 49, № 3, с. 325—336.
- Бондур В. Г., Журбас В. М., Гребенюк Ю. В. Моделирование и экспериментальные исследования распространения турбулентных струй в стратифицированной среде прибрежных акваторий // Океанология, 2009, т. 49, № 5, с . 645—657.
- Бондур В. Г., Доброзраков А. Д., Курекин А. С., Курекин А. А., Пичугин А. П., Яцевич С. Е. Рассеяние радиоволн морской поверхностью при бистатической локации // Исследование Земли из космоса, 2009, № 6, с. 3-15.
- Бондур В. Г., Гребенюк Ю. В., Ежова Е. В., Казаков В. И., Сергеев Д. А., Соустова И. А., Троицкая Ю. И. Поверхностные проявления внутренних волн, излучаемых заглубленной плавучей струей. Ч. 2. Поле внутренних волн // Известия РАН. Физика атмосферы и океана, 2010, т. 46, № 3, с. 376—389.
- Бондур В. Г., Гребенюк Ю. В., Сабинин К. Д. Внутренние волны на материковом и островном шельфах открытого океана: сравнительный анализ на примере наблюдений на Нью-Йоркском и Гавайском шельфах // Известия РАН. Физика атмосферы и океана, 2010, т. 46, № 5, 9 с.
- Бакаляров А. М., Германов А. Б., Каретников М. Д., Лебедев В. И., Мурадян Г. В., Яковлев Г. В., Бондур В. Г., Макаров В. А., Мурынин А. Б. Характеристики мгновенного, запаздывающего и задержанного излучения при контроле сильноэкранированных делящихся веществ с помощью импульсного фотоядерного метода // Атомная энергия, т. 109, вып. 1, июль 2010, с. 38-46.
- Бондур В. Г. Аэрокосмические методы и технологии мониторинга нефтегазоносных территорий и объектов нефтегазового комплекса // Исследование Земли из космоса. 2010. № 6. С. 3-17.
- Пулинец С. А., Бондур В. Г., Цидилина М. Н., Гапонова М. В. Проверка концепции сейсмо-ионосферных связей в спокойных гелиогеомагнитных условиях на примере Венчуаньского землетрясения в Китае 12 мая 2008 г. // Геомагнетизм и аэрономия, 2010, т. 50, № 2, с. 240—252.
- Бондур В. Г., Гарагаш И. А., Гохберг М. Б., Лапшин В. М., Нечаев Ю. В. Связь между вариациями напряженно-деформированного состояния земной коры и сейсмической активностью на примере Южной Калифорнии // Доклады Академии наук, 2010, т. 430, № 3, с. 400—404.
- Бондур В. Г., Гребенюк Ю. В., Муякшин С. И., Сабинин К. Д. Тонкие вихревые столбы на шельфе в области влияния придонной конвекции // Известия РАН. Физика атмосферы и океана. 2011. Т. 47. № 2. С. 254—262.
- Бондур В. Г. Космический мониторинг природных пожаров в России в условиях аномальной жары 2010 г. // Исследование Земли из космоса, 2011, № 3, с. 3-13.
- Бондур В. Г., Макаров В. А., Мурынин А. Б. Дистанционный поиск сложных минералов с использованием высокоэнергетических протонов // Известия ВУЗов. Геодезия и аэрофотосъемка. 2011. № 1. С.73-80.
- Бондур В. Г., Зверев А. Т., Зима А. Л., Гапонова Е. В. Выявление деформационных волн-предвестников землетрясений путём линеаментного анализа разновременных космических изображений // Известия ВУЗов. Геодезия и аэрофотосъемка. 2011. № 5. С. 34-42.
- Бондур В. Г., Замшин В. В. Космический радиолокационный мониторинг морских акваторий в районах добычи и транспортировки углеводородов // Аэрокосмический мониторинг объектов нефтегазового комплекса / под ред. В. Г. Бондура. М.: Научный мир, 2012. С. 255—271.
- Бондур В. Г., Кузнецова Т. В. Исследования естественных нефте- и газопроявлений на морской поверхности по космическим изображениям //Аэрокосмический мониторинг объектов нефтегазового комплекса / под ред. В. Г. Бондура. М.: Научный мир, 2012. С. 272—287.
- Бондур В. Г., Воробьев В. Е. Методы обработки аэрокосмических изображений, полученных при мониторинге объектов нефтегазовой отрасли // Аэрокосмический мониторинг объектов нефтегазового комплекса / под ред. В. Г. Бондура. М.: Научный мир, 2012. С. 395—409.
- Бондур В. Г., Макаров В. А. Новый активный метод дистанционного зондирования геологической среды с использованием потоков элементарных частиц // Аэрокосмический мониторинг объектов нефтегазового комплекса / под ред. В. Г. Бондура. М.: Научный мир, 2012. С. 455—465.
- Бондур В. Г., Резнев А. А. О применении суперкомпьютеров для обработки потоков аэрокосмических изображений // Материалы 2-й Всероссийской научно-технической конференции «Суперкомпьютерные технологии». 24-29 сентября 2012. Дивноморское, Геленджик, 2012. С. 338—345.
- Бондур В. Г., Зверев А. Т., Гапонова Е. В. Линеаментный анализ космических изображений сейсмоопасных территорий России // Современные проблемы дистанционного зондирования Земли из космоса. 2012. Т. 9. № 4. С. 213—222.
- Бондур В. Г., Зверев А. Т., Гапонова Е. В., Зима А. Л. Исследование из космоса деформационных волн — предвестников землетрясений, проявляющихся в динамике линеаментных систем // Исследование Земли из космоса. 2012. № 1. С. 3-20.
- Бондур В. Г., Пулинец С. А. Воздействие мезомасштабных вихревых процессов на верхнюю атмосферу и ионосферу Земли // Исследование Земли из космоса. 2012. № 3. С. 3-11.
- Бондур В. Г., Воробьев В. Е., Гребенюк Ю. В., Сабинин К. Д., Серебряный А. Н. Исследования полей течений и загрязнений прибрежных вод на Геленджикском шельфе Чёрного моря с использованием космических данных // Исследование Земли из космоса. 2012. № 4. С. 3.
- Бондур В. Г., Воронова О. С. Вариации уходящего длинноволнового излучения при подготовке и протекании сильных землетрясений на территории России в 2008 и 2009 году // Известия ВУЗов. Геодезия и Аэрофотосъемка. 2012. № 1. С. 79-85.
- Бондур В. Г., Васякин С. А. Мониторинг Атлантической зоны тропического циклогенеза // Известия ВУЗов. Геодезия и Аэрофотосъемка. 2012. № 5. С. 73-81.
- Бондур В. Г. Современные подходы к обработке гиперспектральных аэрокосмических изображений // Материалы научно-технической конференции «Гиперспектральные приборы и технологии». 17-18 января 2013. г. Красногорск, 2013. С. 14-18.
- Бондур В. Г., Сабинин К. Д., Гребенюк Ю. В. Аномальная изменчивость инерционных колебаний океанских волн на Гавайском шельфе // Доклады Академии наук. 2013. Т. 450. № 1. С. 100—104.

На английском языке
- Valery G. Bondur, Importance of Aerospace Remote Sensing Approach to the Monitoring of Nature Fire in Russia // International Forest Fire News (IFFN) No. 40 (July-December 2010), p. 43-57.
- Bondur V. G. Satellite monitoring and mathematical modelling of deep runoff turbulent jets in coastal water areas // in book Waste Water — Evaluation and Management, ISBN 978-953-307-233-3, InTech, Croatia, 2011, pp. 155–180. http://www.intechopen.com/articles/show/title/satellite-monitoring-and-mathematical-modelling-of-deep-runoff-turbulent-jets-in-coastal-water-areas
- Bondur V. Complex Satellite Monitoring of Coastal Water Areas 31st International Symposium on Remote Sensing of Environment. ISRSE, 2006, 7 p.
- Keeler R., Bondur V., Gibson C. Optical satellite imagery detection of internal wave effects from a submerged turbulent outfall in the stratified ocean //Geophysical Research Letters, Vol. 32, L12610, doi:10.1029/2005GL022390, 2005
- Keeler R., Bondur V., Vithanage D. Sea truth measurements for remote sensing of littoral water // Sea Technology, April, 2004, p. 53-58.
- Gibson C. H., Bondur V. G., Keeler R. N., Leung P. T. Energetics of the Beamed Zombie Turbulence Maser Action Mechanism for Remote Detection of Submerged Oceanic Turbulence. Journal of Applied Fluid Mechanics, Vol. 1, No. 1, pp. 11–42, 2006.
- Valery Bondur, Yurii Grebenyuk, Ekaterina Ezhova, Alexander Kandaurov, Daniil Sergeev, and Yuliya Troitskaya Applying of PIV/PTV methods for physical modeling of the turbulent buoyant jets in a stratified fluid // InTech «PIV» Edited by Giovanna Cavazzini, ISBN 978-953-51-0625-8, Hard cover, 386 pages, Publisher: InTech, Published: May 23, 2012 under CC BY 3.0 license, in subject Mechanical Engineering, http://www.intechopen.com/books/the-particle-image-velocimetry-characteristics-limits-and-possible-applications
- Baklanov A. A., Bondur V. G., Klaić Z. B. and Zilitinkevich S. S. Integration of geospheres in Earth systems: Modern queries to environmental physics, modelling, monitoring and education // Geofizika, 2012, 29 (2), pp. 1–4.

## Интервью и статьи
1. Взгляд на Землю из космоса. Интервью академика БОНДУРА В.Г. //Горная промышленность «Юниор», 2024. № 1(15), с. 54-59.
2. В РАН рассказали, как  предсказать землетрясения за два дня: защита от беды [Интервью, провела Наталья Веденеева] // Московский комсомолец, № 29214 от 12 февраля 2024.
3. На «ТЕХНОПРОМЕ-2022» академики РАН представили результаты новых фундаментальных исследований // Сайт РАН, 25.08.2022
4. Вице-президент РАН Валерий Бондур: нужна государственная программа развития новых методов и технологий  прогнозирования ЧС // Сайт РАН, 22.08.2022
5. Вместо импортозамещения -  импортонезависимость // Интерфакс, 30.06.2022
6. Академик Валерий Бондур: что болит у Земли  // «В мире науки», № 5-6, 2022
7. Ученые России, Индии и Китая совершенствуют методы  космического     мониторинга окружающей среды // «Научная Россия». 27 мая 2022.
8. Академик В. Бондур: "Научное сообщество должно разобраться в причинах происходящих изменений климата" //«Научная Россия». 4 июня 2021 г.
9. Валерий Бондур рассказал о важности космических исследований для землян // «Научная Россия». 21 апреля 2021 г.
10. Академик В.Г. Бондур о научной дипломатии и важности темы Общего собрания // «Научная Россия». 8 декабря 2020 г.
11. Академический аккорд [Интервью академика БОНДУРА В.Г., провела Н.Волчкова] // Поиск. 2020. № 49. С. 4-5.
12. Вице-президент РАН Валерий Бондур: в память о коллеге и друге академике Владимире Евгеньевиче Фортове // «Научная Россия». 2 декабря 2020 г.
13. Куда ведут космические тропы? [Интервью  академика БОНДУРА В.Г., провел В.С.Губарев] // В мире науки. 2019. No. 11. C. 18-23.
14. Интервью академика БОНДУРА В.Г. по поводу 90-летнего юбилея Морского гидрофизического института севастопольскому телеканалу «НТС». 23 сентября 2019 г.
15. Вода в Черном море близка по составу к крови [Интервью провела Н.Веденеева] // Московский комсомолец. № 28013, 4 июля 2019 г.
16. Информация на портале новостей РАН о заседании Президиума Российской академии наук [Выступление академика Бондура В.Г. о Советах по приоритетам]// 18 сентября 2018 г.
17. НИИ «АЭРОКОСМОС» создает технологии для сохранения нашей планеты [Интервью провел В.А.Попов] // Авиапанорама.     2017. № 2(122). С. 4-19.
18. Академик Валерий Бондур: «Нам сверху видно все!» [Интервью провел В.С.Губарев] // Наука и жизнь. 2017. № 9. С. 14-25.
19. Наш выпускник – Валерий Григорьевич Бондур избран вице-президентом Российской академии наук // Энергетик. 2017. № 10     (3394). С. 2.
20. Вице-президент РАН, академик Валерий Бондур: "Все тайны "Аэрокосмоса" [Интервью провел В.С.Губарев] // Правда.ру, 2 ноября 2017 г.
21. В.С.Губарев. Как обуздать циклоны и ураганы // Российский космос, № 10/11, 2017.
22. Российский ученый внесен в обновленный список членов Китайской академии наук. Информация об избрании академика В.Г.Бондура иностранным членом КАН // Поиск, 28 ноября 2017 г.
23. Экологическое благополучие шельфа оценят с земли и из космоса [Интервью провела А.Горбатова] // Наука и технологии  России - strf.ru», 2 ноября 2016 г.
24. А.Стрельцов. Взгляд с орбиты с пользой для дела // Гудок, 9 ноября 2016 г. № 199.
25. Бондур В.Г. Участие в дискуссии. Электронный журнал «Наука и технологии России - strf.ru», 15 сентября 2016.
26. С.Шаракшанэ. Азово-Черноморский регион и проблемы региональной океанологии // Информация на портале новостей РАН, сентябрь 2015 г.
27. Чисто ли Черное? [Интервью провела А.Шаталова] // Газета «Поиск». 2014. №49(1331). С. 11.
28. Учёные России и Китая помогут бороться с загрязнением атмосферы [Интервью провела А.Горбатова] // Наука и технологии России - strf.ru, 2 сентября 2014 г.
29. Предвидеть – значит предотвратить [Интервью провел М.Бурлешин] // Нефть и жизнь. 2014. № 5 (89). С.5-6.
30. Будущие землетрясения видны из … космоса [Интервью провел М.Таранов] // Природа и человек XXI век. 2014. №4. С. 14-16.
31. ACADEMIA. Валерий Бондур. "Космический мониторинг океана" лекция, телеканал Наука 2.0, 07 июля 2014 г. http://tvkultura.ru/video/show/brand_id/20898/episode_id/174409
32. Будущие землетрясения лучше видны из космоса. Интервью с академиком Бондуром В.Г. // Государственное управление ресурсами. 2013. №7–8 (97-98). С. 106-111.
33. Аэрокосмический мониторинг для добычи нефти и газа [Интервью провел М.Бурлешин] // Российские недра. 2013 г. №12. С. 11.
34. Бондур В.Г.: Как осуществить технологический прорыв // Наука и технологии России - strf.ru, 16 декабря 2013 г.
35. С высоты. Время и место землетрясений точно определят спутники [Интервью провел М.Бурлешин] // Поиск. 2013. № 11.
36. Аэрокосмос: надежный контроль [Интервью провел М.Таранов] // Российские недра. 2013. № 3. С.11.
37. ACADEMIA. Валерий Бондур. "Космический мониторинг и прогнозирование природных катастроф". 1-я лекция телеканал Наука 2.0, 16 февраля 2013 г. http://tvkultura.ru/video/show/brand_id/20898/episode_id/154843
38. ACADEMIA. Валерий Бондур. "Космический мониторинг и прогнозирование природных катастроф". 2-я лекция телеканал Наука 2.0, 3 ноября 2013 г. http://tvkultura.ru/video/show/brand_id/20898/episode_id/154839
39. Предвидеть – значит предотвратить [Интервью провел М.Бурлешин] //Нефть и жизнь. 2012. №5(73). С. 6-7.
40. Донесение с небес [Интервью провел М.Таранов] // Государственное управление ресурсами. 2012. №4(82). С. 26-33.
41. ACADEMIA. Валерий Бондур. "Космический мониторинг океана" лекция, телеканал Культура 14 ноября 2012 г. http://tvkultura.ru/video/show/brand_id/20898/episode_id/174409
42. ACADEMIA. Валерий Бондур. "Космический мониторинг и прогнозирование природных катастроф". 1-я лекция телеканал Культура 15 февраля 2012 г. http://tvkultura.ru/video/show/brand_id/20898/episode_id/154843
43. ACADEMIA. Валерий Бондур. "Космический мониторинг и прогнозирование природных катастроф". 2-я лекция телеканал Культура http://tvkultura.ru/video/show/brand_id/20898/episode_id/154839
44. Бондур В.Г. Программа «Наблюдатель» телеканал Культура, 13 февраля 2012 г. http://tvkultura.ru/video/show/brand_id/20918/episode_id/154848
45. Бондур В.Г. Объективный взгляд на Землю // Российский космос. 2011. № 7(67). С. 40-46.
46. Природа и люди ждут помощи от «АЭРОКОСМОСА» [Интервью провел В.Попов] // Авиапанорама. 2011. №6. С. 7-10.
47. Ученые научились из космоса прогнозировать землетрясения // РИА новости, 31 октября 2011 г.
48. Как из космоса разглядеть золото в тайге [Интервью провел А.Чуйков] // Аргументы недели, № 5 (246), 9 февраля 2011 г.
49. Зарево великих пожаров [Интервью провел В.Губарев] // Трибуна, 13-19 января 2011 г., № №01 (10345). С. 12.
50. Эхо великих пожаров. Взгляд из космоса с помощью академика Бондура [Интервью провел В.Губарев] // Торгово-промышленные ведомости. № 9(457), 2011. С. 14-16.
51. Бондур В.Г. Спутники в борьбе с огнем // Российский космос. 2010. №12. С. 2-8.
52. Интервью академика В.Г.Бондура корреспонденту «Вестника Отделения наук о Земле РАН» К.Бушминой. // Вестник ОНЗ РАН, вып. 4, апрель 2010 г.
53. К.Бушмина. Информация о Научном центре аэрокосмического мониторинга «АЭРОКОСМОС» // Вестник ОНЗ РАН. 4 ноября 2009 г.
54. Взгляд свысока [Интервью провел М.Бурлешин] // Государственное управление ресурсами. 2009. №4/46. С. 18-21.
55. Академик Валерий Бондур: Для блага человечества [Интервью провел В.Губарев] // Российский  космос». 2007. № 11. С. 24-29.
56. Академик Валерий Бондур: Космос работает на Землю [Интервью провел В.Губарев] // Московская среда, № 36(239), 26 сентября - 2 октября 2007